# Registrirani kozaci
Registrirani kozaci ukrajinski su kozaci koji su služili u multietničkoj poljsko-litavskoj vojsci. Svjesni sve jačeg kozačkog utjecaja, poljske vlasti 1568. pokušavaju zadržati i preuzeti vojno-političku kontrolu nad mnogobrojnim ukrajinskim kozacima nudeći im posebne povlastice u zamjenu da se registriraju u službi poljsko-litavske vojske kao Registrirani kozaci. 
Na samom početku registriralo se svega nekoliko stotina ukrajinskih kozaka i taj je broj iz poljske nesigurnosti stalno varirao na otprilike nekoliko tisuća. Među registriranim kozacima često su ratovali neregistrirani i obrnuto, te je tako njihov broj u ratovima bio često veći ili manji od onog formalnog. Svi registrirani kozaci često su djelovali u interesu politike stjecanja ukrajinske neovisnosti što se posebno potvrdilo 1648. nakon ustanka hetmana Bogdana Hmeljnickog.

## Povijest, uloga i status
Registrirani kozaci su predstavljali posebne postrojbe multietničke poljsko-litavske vojske te su bili upisani u poseban državni registar. Stvaranje registriranih kozačkih snaga započeto je 1572. kada je prvoj službenoj postrojbi pristupilo 300 kozaka, a nakon 1578. taj broj se povećao na 600. 
Registrirani kozaci bili su izvan zakona lokalnih vlastodržaca, a njima je zapovjedano preko posebnog Kozačkog vijeća. Imali su posebne povlastice, oslobođeni su plaćanja poreza, imali su pravo posjedovati vlastitu zemlju i primali su plaću za svoju vojnu službu. Često su koristili svoja povlaštena prava kako bi zagovarali bolji život i prava potlačenog ukrajinskog stanovništva. Iako su poljske vlasti pomoću registriranih kozaka namjeravale steći kontrolu nad mnogim neregistriranim, to se u konačnici nije ostvarilo već su se krajem 16. stoljeća formirala dva jaka društvena središta Zaporoška Sič i Trahtemiriv koja su predstavljala dodatnu opasnost za poljsku vlast i vojsku. 
Zaporoška Sič postala je revolucijsko središte stvaranja ukrajinske neovisnosti kojom su uglavnom dominirali neregistrirani kozaci, dok su Trahtemirivom upravljali nešto imućniji i konzervativniji kozaci koji su često balansirali snage između poljsko-ukrajinskih političkih odnosa. Registrirani kozaci često potiču borbu i pobunu protiv poljskih veleposjednika, njihovih nameta i općenito poljske kolonizatorske politike. 
Nakon kozačkog ustanka tijekom 1580.-tih, poljska vlada 1590. povećava broj registriranih kozaka na 1000 i predaje im utvrdu Kremenčuk. Tijekom rata poljsko-litavske vojske s Moskvom 1618. dodatno se povećava broj registriranih kozaka na više od 10,000. Već sljedeće godine poljske vlasti smanjuju taj broj na 3,000 da bi potom 1620. taj broj ponovno uvećan na 20,000. Godine 1625. potpisan je Kurukov sporazum kojim je broj registriranih kozaka trebao biti konačno sveden na 6,000 te je kozacima dopušteno da sami biraju svog hetmana, kojeg će dodatno odobriti i sam kralj. Godine 1630. broj registriranih kozaka ponovno se povećao do 8,000 te se 1638. zbog izbijanja kozačkih pobuna koje je predvodio Pavlo Pavljuk i Karpo Skidan ponovno smanjuje na 5,000. Tada ujedno gube znatan dio prethodnih prava. 
Nakon presudnog ustanka hetmana Bogdana Hmiljnickog 1648., registrirani kozaci se ujedinjuju s pobunjenim neregistriranim te zajedno pokreću rat protiv poljske vojske. Pod vodstvom Hmiljnickog okupljeno je preko 60,000 kozaka koji su jedinstveno krenuli u rat protiv poljske vojske kako bi oslobodili okupirane ukrajinske prostore i stvorili ukrajinsku neovisnost, a pojam registrirani kozaci nakon 1660. više se nije koristio. Među istaknutim registriranim kozacima posebno su se isticali Samijlo Kiška, Krištof Kosinski, Petro Sahaidačni, Jacko Borodavka, Mihajlo Dorošenko, Grigorij Čornij i Iljaš Karaimovič. Godine 1875. Osip Bodianski je objavio detaljan registar svih kozaka.